# Apedrejamento

Um mapa mostrando os países onde a lapidação pública é uma forma de punição judicial ou extrajudicial

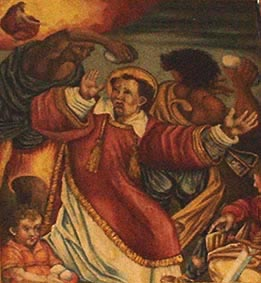
A lapidação de Santo Estêvão

Lapidação ou apedrejamento é uma forma de execução de condenados à morte. É um meio de execução muito antigo, que consiste em que os assistentes lancem pedras contra o réu, até o matar. Como uma pessoa pode suportar golpes fortes sem perder a consciência, a lapidação pode produzir uma morte muito lenta.

## No judaísmo
A lei mosaica, expressa nos primeiro cinco livros tanto da Bíblia Cristã como da Bíblia Hebraica, prevê a morte por apedrejamento em dezoito situaçõesː
1. Bestialidade cometida por homem;
2. Bestialidade cometida por mulher;
3. Blasfêmia;
4. Relações sexuais com uma virgem comprometida;
5. Relações sexuais com enteada;
6. Relações sexuais com mãe;
7. Relações sexuais com madrasta;
8. Ao amaldiçoar os pais;
9. Instigar indivíduos à idolatria;
10. Idolatria;
11. Instigar comunidades à idolatria;
12. Necromancia;
13. Sacrificar o próprio filho ao deus Moloch;
14. Homossexualidade;
15. Pitonismo;
16. Rebeldia dos filhos contra os pais;
17. Desrespeitar o shabat;
18. Bruxaria.

## No cristianismo
Na Religião Cristã, segundo a Lei Mosaica, a lei que teria sido escrita diretamente pelo dedo de Deus nas tábuas dadas ao Profeta Moisés no Monte Sinai, há várias razões que podem condenar uma pessoa à morte por apedrejamento. O Novo testamento para os cristãos aboliu esse tipo de execução; motivo pelo qual não se vê líderes cristãos apedrejando licitamente um réu. Os motivos pelos quais os judeus praticavam o apedrejamento eram:
- Sacrifícios e culto a divindades pagãs:

"7 Se seu irmão, filho de seu pai ou de sua mãe, ou seu filho, sua filha, ou a esposa que repousa em seus braços, ou o amigo íntimo quiser seduzir você secretamente, convidando: ‘Vamos servir outros deuses’ (deuses que nem você nem seus antepassados conheceram, 8 deuses de povos vizinhos, próximos ou distantes de você, de uma extremidade da terra à outra), 9 não faça caso, nem dê ouvidos. Não tenha piedade dele, não use de compaixão, nem esconda o erro dele. 10 Pelo contrário: você deverá matá-lo. E para matá-lo, sua mão será a primeira. Em seguida, a mão de todo o povo. 11 Apedreje-o até que morra, pois tentou afastar você de Javé seu Deus, que o tirou do Egito, da casa da escravidão. 12 E todo o Israel ouvirá, ficará com medo, e nunca mais se fará em seu meio uma ação má como essa".
"todo israelita ou estrangeiro que habita em Israel e que sacrificar um de seus filhos a Moloc, será punido de morte. O povo da terra o apedrejará."
- Crimes sexuais, como adultério, estupro, não virgindade no casamento ou incesto:

"13 Se um homem se casa com uma mulher e começa a detestá-la depois de ter tido relações com ela, 14 acusando-a de atos vergonhosos e difamando-a publicamente, dizendo: ‘Casei-me com esta mulher mas, quando me aproximei dela, descobri que não era virgem’, 15 o pai e a mãe da jovem pegarão a prova da virgindade dela e levarão a prova aos anciãos da cidade para que julguem o caso. 16 Então o pai da jovem dirá aos anciãos: ‘Dei minha filha como esposa a este homem, mas ele a detesta, 17 e a está acusando de atos vergonhosos, dizendo que minha filha não era virgem. Mas aqui está a prova da virgindade da minha filha!’ E estenderá o lençol diante dos anciãos da cidade. 18 Os anciãos da cidade pegarão o homem, mandarão castigá-lo 19 e o multarão em cem moedas de prata, que serão entregues ao pai da jovem, por ter difamado publicamente uma virgem de Israel. Além disso, ela continuará sendo mulher dele, e o marido não poderá mandá-la embora durante toda a sua vida. 20 Se a denúncia for verdadeira, isto é, se não acharem a prova da virgindade da moça, 21 levarão a jovem até à porta da casa de seu pai e os homens da cidade a apedrejarão até que morra, pois ela cometeu uma infâmia em Israel, desonrando a casa do seu pai. Desse modo, você eliminará o mal do seu meio.
22 Se um homem for pego em flagrante tendo relações sexuais com uma mulher casada, ambos serão mortos, tanto o homem como a mulher. Desse modo, você eliminará o mal de Israel.
23 Se houver uma jovem prometida a um homem, e um outro tiver relações com ela na cidade, 24 vocês levarão os dois à porta da cidade e os apedrejarão até que morram: a jovem por não ter gritado por socorro na cidade, e o homem por ter violentado a mulher do seu próximo. Desse modo, você eliminará o mal do seu meio. 25 Contudo, se o homem encontrou a jovem no campo, a violentou e teve relações com ela, morrerá somente o homem que teve relações com ela;"
O capítulo 20 do Livro de Levítico prevê hipóteses de pena de morte por crimes de incesto ou desrespeito à família.
- invocação de mortos

"Qualquer homem ou mulher que evocar os espíritos ou fizer adivinhações, será morto. Serão apedrejados, e levarão sua culpa”.
- blasfêmia

"10 O filho de uma mulher israelita, tendo por pai um egípcio, veio entre os israelitas. E, discutindo no acampamento com um deles, 11 o filho da mulher israelita blasfemou contra o santo nome e o amaldiçoou. Sua mãe chamava-se Salumite, filha de Dabri, da tribo de Dã. 12 Puseram-no em prisão até que Moisés tomasse uma decisão, segundo a ordem do Senhor.” 13 Então o Senhor disse a Moisés: 14 “Faze sair do acampamento o blasfemo, e todos aqueles que o ouviram ponham a mão sobre a sua cabeça, e toda a assembleia o apedreje. 15 Dirás aos israelitas: todo aquele que amaldiçoar o seu Deus levará o seu pecado. 16 Quem blasfemar o nome do Senhor será punido de morte: toda a assembleia o apedrejará. Quer seja ele estrangeiro ou natural, se blasfemar contra o santo nome, será punido de morte."
- rebeldia dos filhos

"18 Se alguém tiver um filho rebelde e incorrigível, que não obedece ao pai e à mãe e não os ouve, nem quando o corrigem, 19 o pai e a mãe o pegarão e o levarão aos anciãos da cidade para ser julgado. 20 E dirão aos anciãos da cidade: ‘Este nosso filho é rebelde e incorrigível: não nos obedece, é devasso e beberrão’. 21 E todos os homens da cidade o apedrejarão até que morra. Desse modo, você eliminará o mal do seu meio, e todo o Israel ouvirá e ficará com medo".
No Novo Testamento é revista o uso da pena capital, deixando ela de ser aplicada pelas doutrina cristã. Existe uma passagem do Novo Testamento onde Jesus teria rejeitado o apedrejamento de uma mulher tomada em adultério. A passagem conhecida como Perícopa da Adúltera é, no entanto, considerada por vários estudiosos uma interpolação posterior ao evangelho de João; é sugerido que a passagem pertença sim ao Evangelho de S. Lucas.
Em outra passagem da Bíblia, acusado de blasfêmia, Jesus é ameaçado de apedrejamento:
31 "As autoridades dos judeus pegaram pedras outra vez para apedrejar Jesus. 32 Então Jesus disse: «Por ordem do meu Pai, tenho feito muitas coisas boas na presença de vocês. Por qual delas vocês me querem apedrejar?» 33 As autoridades dos judeus responderam: «Não queremos te apedrejar por causa de boas obras, e sim por causa de uma blasfêmia: tu és apenas um homem, e te fazes passar por Deus."

## No Islã
Até hoje essa pena ainda é praticada em alguns países muçulmanos. Apesar de o Corão não mencionar a lapidação como pena, de acordo com alguns hádices, os versos sobre a lapidação perderam-se, tendo sido comidos por uma cabra. A Lei islâmica aplicada em certos países justifica essa prática por relatos da vida de Maomé (Conforme Sahih Bukhari 2:23:413, Sahih Bukhari 3:34:421, Sahih Bukhari 3:49:860, Sahih Bukhari 4:56:829 e outros). 
A lapidação é a punição estabelecida para o homem ou a mulher casada que cometem adultério. A maioria das vítimas de lapidação são mulheres; no Irão, 7 em cada dez pessoas condenadas a apedrejamento são mulheres, segundo a Amnistia Internacional. 
A lapidação é chamada de rajm (Arabic: رجم) na literatura islâmica, e é praticada nos Emirados Árabes Unidos, Irão, Qatar, Mauritânia, Arábia Saudita, Somália, Sudão, Iémen, Nigéria (norte), Afeganistão, e algumas zonas do Paquistão. Em alguns países, como por exemplo o Afeganistão e o Iraque, o apedrejamento foi declarado ilegal pelos Governos, sendo porém praticado extra-judicialmente. Por vezes, a sentença não é levada a cabo, devido ao clamor internacional.
O governo do Irão nega que haja lapidações no país, considerando as alegações como propaganda ocidental; contudo, elas existem. De acordo com a lei iraniana, um prisioneiro masculino deve ser enterrado numa cova até á cintura, mas uma mulher é enterrada até ao peito. O artigo 119 do Código penal especifica que as pedras usadas não devem ser tão grandes que possam provocar a morte imediata, nem tão pequenas que não se possam considerar pedras. O objectivo é causar uma morte lenta e dolorosa. Sakineh Mohammadi Ashtiani uma mulher iraniana, foi acusada em 2005 de adultério e tentativa de assassinato e condenada à morte por lapidação. Sua sentença foi comutada e ela foi libertada em 2014 após nove anos no corredor da morte. Soraya Manutchehri foi lapidada em 1982, em Kuhpayeh, sob acusação de adultério.
Na Nigéria, onde tal forma de execução é aceita, a recente condenação de Amina Lawal por adultério gerou comoção internacional, o que culminou na sua libertação.